# Simone Masciarelli
Simone Masciarelli (Pescara, 2 gennaio 1980) è un ex ciclista su strada italiano, attivo dal 2000 al 2013.

## Biografia
È il figlio di Palmiro Masciarelli e fratello di Francesco e Andrea, tutti a loro volta ciclisti.

## Palmarès
- 2004 (Vini Caldirola - Nobili Rubinetterie)

Classifica scalatori Tour Méditerranéen

## Piazzamenti

### Grandi Giri
- Giro d'Italia

2004: 90º
2007: ritirato (12ª tappa)
- Vuelta a España

2003: 126º

### Classiche monumento
- Milano-Sanremo

2004: 56º
2005: 131º
2007: 63º
2011: ritirato
- Giro delle Fiandre

2001: ritirato
2002: ritirato
- Liegi-Bastogne-Liegi

2003: ritirato
2004: 115º
- Giro di Lombardia

2001: ritirato
2002: ritirato
2003: 31º
2006: 63º
2007: ritirato
2008: ritirato
2011: ritirato